# Melinda crinitarsis
Melinda crinitarsis är en tvåvingeart som först beskrevs av Villeneuve 1927.  Melinda crinitarsis ingår i släktet Melinda och familjen spyflugor.
Artens utbredningsområde är Taiwan. Inga underarter finns listade i Catalogue of Life.